# Magnum Cum Louder
Magnum Cum Louder es el cuarto álbum de la banda de rock australiana Hoodoo Gurus, siendo el primero en editarse con la discográfica RCA Records, después de abandonar Elektra Records. El álbum se lanzó en Australia el 28 de junio de 1989.
El álbum llegó al puesto número 101 de la lista de álbumes Billboard 200 en 1989, con el sencillo "Come Anytime" llegando al puesto número 27 en la lista de sencillos del ARIA y al puesto número uno de la lista Modern Rock Tracks del Billboard. Los otros sencillos del álbum fueron "Axegrinder" (agosto de 1989) y "Another World" (octubre de 1989). El título del álbum es un juego de palabras de la frase en latín magna cum laude.
El álbum se reeditó por EMI el 7 de febrero de 2005 con tres pistas adicionales, "Spaghetti Western", "Lover for a Friend" y "Cajun Country", un póster interior y anotaciones de Steve MacDonald (Redd Kross).
La pista central "Come Anytime" se utilizó en la serie de televisión australiana Thank God You're Here en 2006 y en la versión estadounidense en 2007.

## Lista de canciones
Todas las pistas compuestas por Dave Faulkner, excepto donde se indique lo contrario.

### Edición original
1. "Come Anytime" — 3:20
2. "Another World" — 3:16
3. "Axegrinder" (Faulkner, Brad Shepherd, Richard Grossman, Mark Kingsmill)[4] — 3:27
4. "Shadow Me" — 3:41
5. "Glamourpuss" — 2:26
6. "Hallucination" — 5:05
7. "All the Way" — 3:11
8. "Baby Can Dance (Parts 2-4)" (Shepherd, Faulkner)[4] — 3:17
9. "I Don't Know Anything" — 4:07
10. "Where's That Hit?" — 3:56
11. "Death in the Afternoon" — 4:08

### Reedición de 2005
Mismos compositos con pistas adicionales de Faulkner.
1. "Come Anytime" — 3:20
2. "Another World" — 3:16
3. "Axegrinder" — 3:27
4. "Shadow Me" — 3:41
5. "Glamourpuss" — 2:26
6. "Hallucination" — 5:05
7. "Spaghetti Western" — 3:33
8. "All the Way" — 3:11
9. "Baby Can Dance (Parts 2-4)" — 3:17
10. "Lover for a Friend" — 3:39
11. "I Don't Know Anything" — 4:07
12. "Where's That Hit?" — 3:56
13. "Cajun Country" — 3:57
14. "Death in the Afternoon" — 4:08

## Personal
- Dave Faulkner — voz, guitarra, teclados
- Richard Grossman — bajo, coros
- Mark Kingsmill — batería, coros
- Brad Shepherd — guitarra, armónica, coros

- Stephanie Faulkner — Coros (pista 11)

- Ingeniero — Alan Thorne
- Mezclas — David Thoener
- Productor — Hoodoo Gurus